# Mazovské vojvodství
Mazovské vojvodství (polsky Województwo mazowieckie) je jedním z 16 vojvodství (vyšších územně samosprávných celků) Polska. Tvoří jej okolí hlavního města Varšavy a středního toku Visly. Jde o největší i nejlidnatější vojvodství země. Žije zde 5,3 milionu obyvatel.
Vzniklo v roce 1999 na území dřívějších vojvodství: Varšavského, Ciechanovského, Radomského, Ostrolenckého, Siedleckého, Plockého a části Skiernievického. Vojvodství leží ve středním Polsku na většině území historické země Mazovska, ale zasahuje i na území Malopolska a Podlesí. V rámci Polska sousedí s Podleským, Kujavsko-pomořským, Varmijsko-mazurským, Svatokřížským, Lublinským a Lodžským vojvodstvím.

## Symboly

### Vlajka
Vlajka Mazovského vojvodství je tvořena červeným listem o poměru stran 5:8. U žerďového okraje je bílá orlice ze znaku vojvodství.

### Znak
Znak Mazovského vojvodství je tvořen bílou orlicí na červeném štítu.

## Geografie
Většina vojvodství leží na úrodné Středomazovské nížině. Jižní část leží na Lubelsko-lvovské pahorkatině. Vojvodství protíná největší polská řeka Visla a její pravý přítok Narew a Bug.

## Demografie
Podle informací z 31. prosince 2007::
| Popis               | Celkem        | Celkem        | Ženy          | Ženy          | Muži          | Muži          |
| ------------------- | ------------- | ------------- | ------------- | ------------- | ------------- | ------------- |
| Jednotka            | Osob          | %             | Osob          | %             | Osob          | %             |
| Populace            | 5 188 488     | 100           | 2 705 344     | 52,1          | 2 483 144     | 47,9          |
| Povrch              | 35 558,18 km² | 35 558,18 km² | 35 558,18 km² | 35 558,18 km² | 35 558,18 km² | 35 558,18 km² |
| Hustota (osob./km²) | 145,9         | 145,9         | 76,1          | 76,1          | 69,8          | 69,8          |

## Ochrana přírody
Podle informací z roku 2000 povrch chráněných území v Mazovském vojvodství je 1053439,9 ha, což je 29,6% povrchu vojvodství.
Na území Mazovského vojvodství se nachází:
- 1 národní park – Kampinoský národní park
- 9 chráněných krajinných oblastí (CHKO)
  - Bolimowská chráněná krajinná oblast
  - Brudzeńská chráněná krajinná oblast
  - Chojnowská chráněná krajinná oblast
  - Gostynińsko-Włocławská chráněná krajinná oblast
  - Górznieńsko-Lidzbarská chráněná krajinná oblast
  - Kozienická chráněná krajinná oblast
  - Mazowiecká chráněná krajinná oblast
  - Nadbużańskiá chráněná krajinná oblast
  - Chráněná krajinná oblast Podlaský Przełom Bugu
- 171 přírodních rezervací
- 62 oblastí chráněné krajiny

## Okresy
Mazovské vojvodství se skládá ze 42 okresů (pl powiat) (37 zemských a 5 městských). Okresy se dělí na 314 gmin – 35 městských, 53 městsko-vesnických a 226 vesnických.
Zemské okresy
- Okres Białobrzegi
- Okres Ciechanów
- Okres Garwolin
- Okres Gostynin
- Okres Grodzisk Mazowiecki
- Okres Grójec
- Okres Kozienice
- Okres Legionowo
- Okres Lipsko
- Okres Łosice
- Okres Maków
- Okres Mińsk
- Okres Mława
- Okres Nowy Dwór Mazowiecki
- Okres Ostrolenka
- Okres Ostrów Mazowiecka
- Okres Otwock
- Okres Piaseczno
- Okres Płock
- Okres Płońsk
- Okres Pruszków
- Okres Przasnysz
- Okres Przysucha
- Okres Pułtusk
- Okres Radom
- Okres Siedlce
- Okres Sierpc
- Okres Sochaczew
- Okres Sokołów
- Okres Szydłowiec
- Okres Varšava západ
- Okres Węgrów
- Okres Wołomin
- Okres Wyszków
- Okres Żuromin
- Okres Zwoleń
- Okres Żyrardów

Městské okresy
- Ostrolenka
- Płock
- Radom
- Siedlce
- Warszawa

## Města

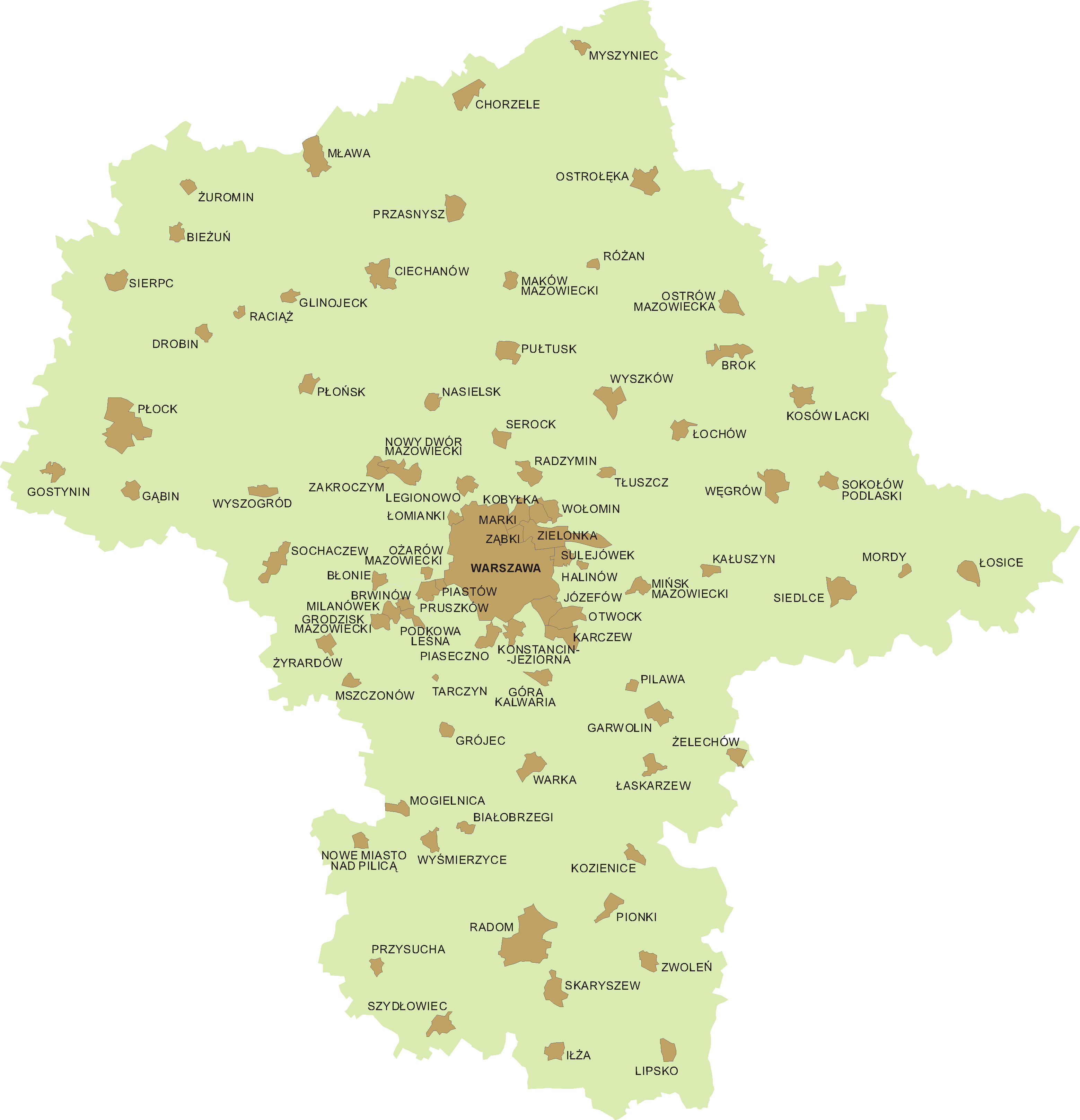
Mazovské vojvodství – města na území vojvodství

V Mazovském vojvodství je 95 měst, z toho 5 měst na okresních právech a 30 měst na gminských právech.
Kurzívou jsou sídla zemských okresů a zvýrazněná jsou sídla městských okresů.
Města jsou seřazena podle počtu obyvatel. Informace o počtu obyvatel a povrchu jsou podle informací GUS z 30. června 2006.
V tabulce nejsou uvedena města povýšená od roku 2014 – Cegłów, Czerwińsk nad Wisłą, Jedlnia-Letnisko, Lubowidz, Mrozy, Nowe Miasto, Sanniki, Sochocin, Solec nad Wisłą a Wiskitki.
1. Warszawa – 1 720 398 (517,90 km²)
2. Radom – 226 895 (111,71 km²)
3. Płock – 127 307 (88,06 km²)
4. Siedlce – 76 074 (31,87 km²)
5. Pruszków – 55 452 (19,15 km²)
6. Ostrolenka – 53 579 (29,00 km²)
7. Legionowo – 51 646 (13,60 km²)
8. Ciechanów – 45 888 (32,84 km²)
9. Otwock – 44 054 (47,33 km²)
10. Piaseczno – 41 787 (16,33 km²)
11. Żyrardów – 40 892 (14,35 km²)
12. Sochaczew – 38 527 (26,13 km²)
13. Mińsk Mazowiecki – 38 181 (13,12 km²)
14. Wołomin – 36 998 (17,32 km²)
15. Mława – 29 744 (35,50 km²)
16. Ząbki – 28 644 (11,13 km²)
17. Grodzisk Mazowiecki – 27 767 (13,19 km²)
18. Nowy Dwór Mazowiecki – 27 757 (28,27 km²)
19. Wyszków – 27 112 (20,78 km²)
20. Marki – 24 590 (26,01 km²)
21. Piastów – 23 214 (5,83 km²)
22. Ostrów Mazowiecka – 22 641 (22,09 km²)
23. Płońsk – 22 295 (11,38 km²)
24. Józefów – 19 966 (23,92 km²)
25. Pionki – 19 944 (18,34 km²)
26. Sokołów Podlaski – 19 338 (17,50 km²)
27. Gostynin – 19 084 (32,31 km²)
28. Pułtusk – 19 049 (22,83 km²)
29. Kobyłka –  18 969 (20,05 km²)
30. Sierpc – 18 831 (18,60 km²)
31. Sulejówek – 18 656 (19,51 km²)
32. Kozienice – 18.633 (10,45 km²)
33. Zielonka – 17 342 (79,23 km²)
34. Przasnysz – 16 960 (25,16 km²)
35. Konstancin-Jeziorna – 16 454 (17,10 km²)
36. Garwolin – 16 191 (22,08 km²)
37. Łomianki – 15 679 (8,40 km²)
38. Milanówek – 15 540 (13,52 km²)
39. Grójec – 15 028 (8,52 km²)
40. Węgrów – 12 592 (35,50 km²)
41. Błonie – 12 229 (9,12 km²)
42. Szydłowiec – 12 172 (21,93 km²)
43. Brwinów – 11 934 (10,06 km²)
44. Góra Kalwaria – 11 216 (13,72 km²)
45. Warka – 11 018 (25,78 km²)
46. Karczew – 10 422 (28,11 km²)
47. Maków Mazowiecki – 9 953 (10,30 km²)
48. Radzymin – 8 818 (23,32 km²)
49. Żuromin – 8 733 (11,11 km²)
50. Zwoleń – 8 216 (15,78 km²)
51. Ożarów Mazowiecki – 8 041 (5,75 km²)
52. Tłuszcz – 7 482 (7,81 km²)
53. Nasielsk – 7 419 (12,67 km²)
54. Białobrzegi – 7 317 (7,51 km²)
55. Łosice – 7 173 (23,75 km²)
56. Łochów – 6 485 (13,35 km²)
57. Mszczonów – 6 238 (8,56 km²)
58. Przysucha – 6 228 (6,98 km²)
59. Lipsko – 5 914 (15,70 km²)
60. Iłża – 5 212 (15,83 km²)
61. Łaskarzew – 4 941 (15,35 km²)
62. Raciąż – 4 732 (8,16 km²)
63. Pilawa – 4 221 (6,62 km²)
64. Gąbin – 4 138 (28,16 km²)
65. Żelechów – 4 028 (12,14 km²)
66. Skaryszew – 4 019 (27,49 km²)
67. Tarczyn – 3 883 (5,24 km²)
68. Nowe Miasto nad Pilicą – 3 874 (11,14 km²)
69. Podkowa Leśna – 3 729 (10,10 km²)
70. Serock – 3 686 (12,48 km²)
71. Halinów – 3 551 (2,84 km²)
72. Zakroczym – 3 348 (19,51 km²)
73. Glinojeck – 3 119 (7,37 km²)
74. Myszyniec – 2980 (10,74 km²)
75. Drobin – 2 973 (9,64 km²)
76. Kałuszyn – 2 955 (12,29 km²)
77. Chorzele – 2 799 (17,51 km²)
78. Wyszogród – 2 793 (13,87 km²)
79. Różan – 2 673 (6,67 km²)
80. Mogielnica – 2 476 (12,98 km²)
81. Kosów Lacki – 2 157 (11,57 km²)
82. Bieżuń – 1 871 (12,07 km²)
83. Brok – 1 869 (28,05 km²)
84. Mordy – 1 855 (4,54 km²)
85. Wyśmierzyce – 871 (16,56 km²)